# Daode Tianzun

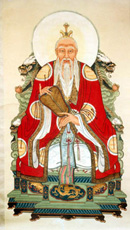
Representación de Laozi como el dios Daode Tianzun.

Daode Tianzun (en chino simplificado, 道德天尊; pinyin, Dàodé tiānzūn; literalmente, ‘Venerable Celeste del Tao y su virtud’), también conocido como Taishang Laojun (en chino simplificado, 太上老君; pinyin, Tài shàng lǎo jūn; literalmente, ‘Lao, el Venerable Supremo Señor’) es una de las principales deidades taoístas. Llamado también Taiqing (en chino simplificado, 太清; pinyin, Tài qīng; literalmente, ‘el Gran Puro’), es uno de los Tres Puros, las divinidades más elevadas en la tradición religiosa del taoísmo.
Se considera que Laozi, autor del clásico Tao Te Ching, es una manifestación de Daode Tianzun. Se le considera tradicional y popularmente el fundador del taoísmo, íntimamente relacionado con el taoísmo "primordial" (u "original"). El taoísmo popular más vinculado con la religión tradicional china presenta típicamente al Emperador de Jade como la deidad principal oficial, sin embargo los taoístas ortodoxos que derivan de la escuela de los Maestros Celestiales, suelen presentar a Laozi (Laojun, "Lao, el Señor") y a los Tres Puros en la cima del panteón de los dioses.

## Leyendas

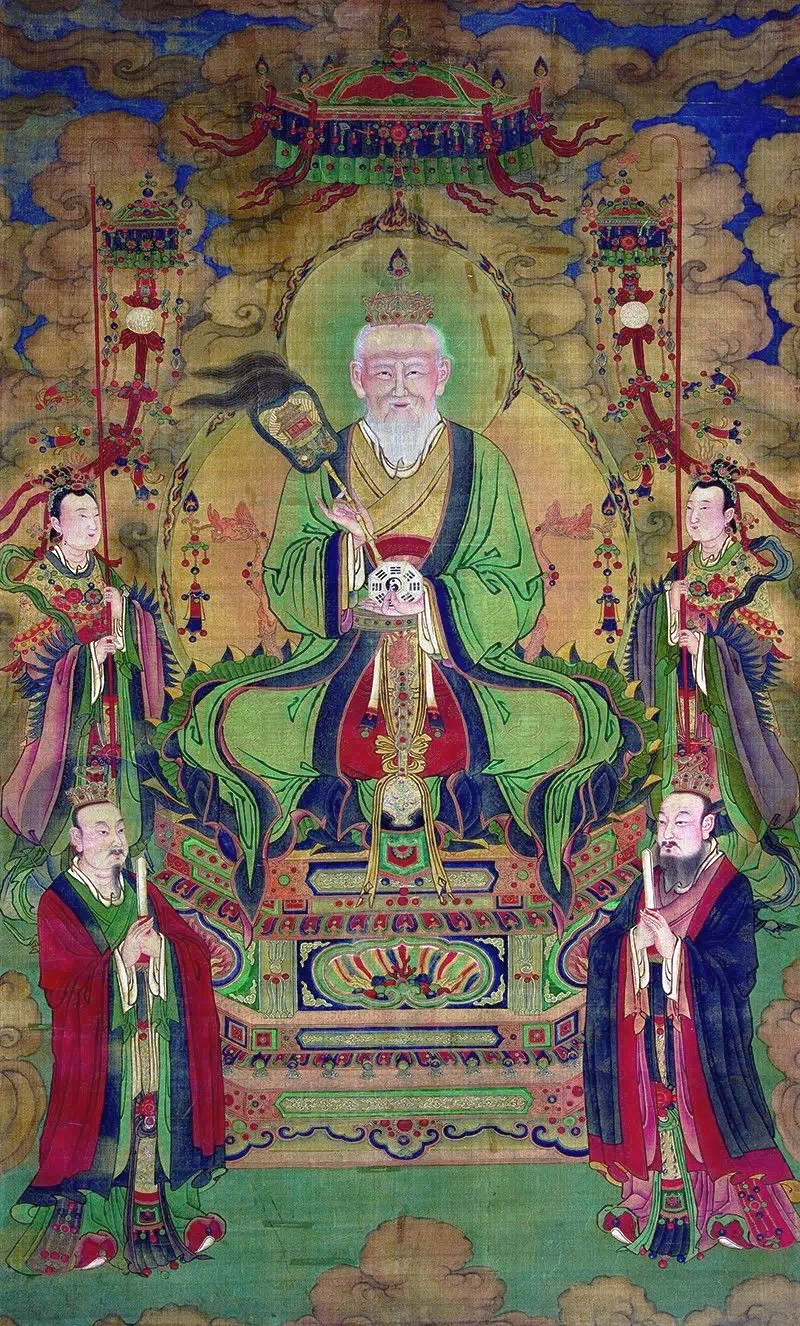
Representación de Laozi como el dios Daode Tianzun, dinastía Qing.

En la tradición religiosa taoísta se identifica a Taishang Laojun con el filósofo Laozi, el cual era considerado una personificación del Tao universal ya al comienzo de la dinastía Han Tardía. Según el Daozang, Taishang Laojun se habría manifestado a través de muchas encarnaciones diferentes, siendo Laozi la principal de ellas. Según distintas tradiciones, fue él quien envió la revelación al fundador del movimiento del Tao de los cinco dǒu de arroz, Zhang Daoling, en el año 142.
Según la biografía de Laozi recopilada por Ge Hong en su obra Biografías de los Inmortales (神仙傳), Laozi habría nacido antes del Cielo y de la Tierra, después de permanecer 72 años en el útero de su madre. Nació bajo un ciruelo con la capacidad de hablar y tomó su apellido "Li" por el árbol. Según la Inscripción en Honor a Laozi, escrita por Bian Shao, Primer Ministro de Chen, en el octavo año de la era Yanxi de la dinastía Han Oriental, Laozi salió del "Aliento Vital del Caos", y es tan eterno como las tres luces (el Sol, la Luna y las Estrellas). Durante la dinastía Tang, la familia real adoptó oficialmente a Laozi como su antepasado, lo adoró y lo honró con varios títulos nobiliarios. Por decreto del emperador Gaozong en 666, se le dio el título honorífico de Taishang Xuanyuan Huangdi (en chino simplificado, 太上玄元皇帝; pinyin, Tài shàng xuán yuán huángdì).
Aunque está clasificado por debajo de los otros dos puros, en los textos religiosos taoístas se le menciona con más frecuencia que los otros dos. Antes de servir como asesor del Emperador de Jade, vivía en el Gran Cielo Puro (Taiqing).
El aniversario de su manifestación terrenal se celebra tradicionalmente el día 15 del segundo mes del calendario chino.
En el pensamiento tradicional religioso del taoísmo, se considera que Daode Tianzun puede controlar lo que sucederá en el futuro.